# Ospedale Fatebenefratelli e Oftalmico
L'ospedale Fatebenefratelli e Oftalmico è un ospedale di Milano, che dal 2016 fa parte, insieme ad altre strutture, dell'ASST Fatebenefratelli Sacco.

## Storia
Voluto da Carlo Borromeo, arcivescovo di Milano dal 1560 al 1584, viene però posta la prima pietra il 22 settembre 1588. Il suo primo nome è stato "Ospedale per convalescenti", e fu costruito grazie al successore di San Carlo Gaspare Visconti (1584-1595), che incaricò l'Opera Fatebenefratelli di occuparsene. L'area è più o meno quella di oggi, limitata da via Fatebenefratelli, corso di Porta Nuova e via Moscova (allora "stradone di Santa Teresa").
Ampliandosi notevolmente, nel 1842 viene costruita una filiale lungo lo stradone di San Vittore, che diventerà l'odierno ospedale di San Giuseppe, gestito dai frati sino al 2009, quando venne ceduto a MilanoCuore e poi, in definitiva, a MultiMedica. Il 9 marzo 1870, infatti, a causa di una legge che soppresse tutti gli ordini religiosi, l'amministrazione del Fatebenefratelli viene affidato a privati laici, ma è nel 1885 che i frati abbandonano definitivamente questo ospedale, ritirandosi nella sede di San Vittore.
Nel nuovo secolo invece le cose inizialmente non vanno bene: l'ospedale perde fondi e viene trasferito e accorpato al vicino stabilimento delle Fatebenesorelle (ospedale Ciceri e annessa opera pia Agnesi), dov'è oggi attivo. Questo edificio venne creato nel 1º settembre 1823
L'istituto oftalmico è invece del 1º aprile 1874, in via Borghetto il Pio istituto oftalmico inizialmente, poi, nel 1883 in via Castelfidardo. Il 13 maggio 1975 l'Oftalmico è unito all'ospedale Fatebenefratelli Fatebenesorelle Ciceri-Agnesi.
Nel 1998 l'ospedale Macedonio Melloni viene unito all'azienda ospedaliera Fatebenefratelli, che viene riconosciuta, con DPCM, struttura di rilievo nazionale e di alta specializzazione.